# Цепилов Юрій
Юрій Цепилов (нар. 1 січня 1964) — радянський хокеїст і естонський хокейний тренер.

## Спортивна кар'єра
Виступав за команди «Сокіл» (Київ), ШВСМ (Київ), «Зірка» (Оленєгорськ, Мурманська область) і «Таллекс» (Таллінн). У дебютному сезоні провів 3 матчі у вищій лізі. До 2003 року захищав кольори аматорських команд, котрі виступали в чемпіонаті Естонії. Три сезони був головним тренером національної збірної Естнії (2003—2006). У цей час команда виступала на чемпіонатах світу в першому дивізіоні. Під його керівництвом команда «Старз» стала чемпіоном Естонії.

## Досягнення
- Чемпіон Естонії (1): 2009

## Статистика
| Сезон   | Клуб                    | Ліга   | І  | Г  | П  | О  | ШХ |
| ------- | ----------------------- | ------ | -- | -- | -- | -- | -- |
| 1981-82 | «Сокіл» (Київ)          | СРСР   | 3  | 0  | 0  | 0  | 0  |
|         | «Машинобудівник» (Київ) | СРСР-3 | 37 | 8  | 4  | 12 | 17 |
| 1984-85 | ШВСМ (Київ)             | СРСР-3 | -  | 11 | 1  | 12 | -  |
| 1985-86 | «Зірка» (Оленєгорськ)   | СРСР-2 | 61 | 15 | 2  | 17 | 18 |
| 1986-87 | «Зірка» (Оленєгорськ)   | СРСР-3 | 65 | 33 | 10 | 43 | 12 |
| 1987-88 | ШВСМ (Київ)             | СРСР-2 | 24 | 6  | 2  | 8  | 10 |
| 1988-89 | «Таллекс» (Таллінн)     | СРСР-2 | 72 | 38 | 11 | 49 | 36 |
| 1989-90 | «Таллекс» (Таллінн)     | СРСР-3 | 27 | 11 | 9  | 20 | 14 |